# タンゴ
タンゴ（tango）とは

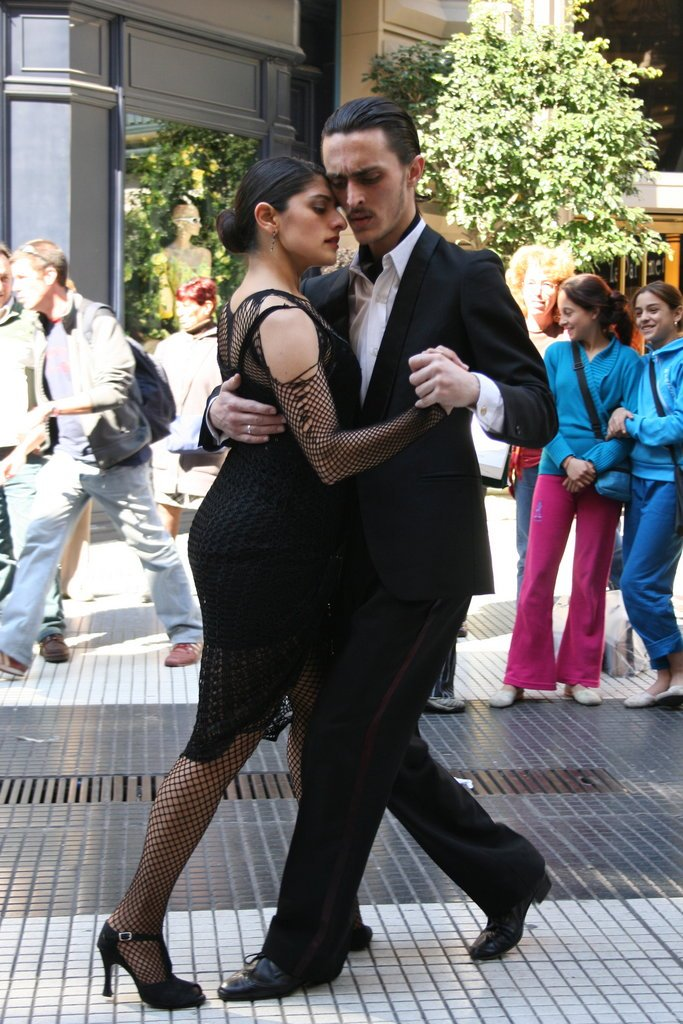
ブエノスアイレスでタンゴを踊る男女

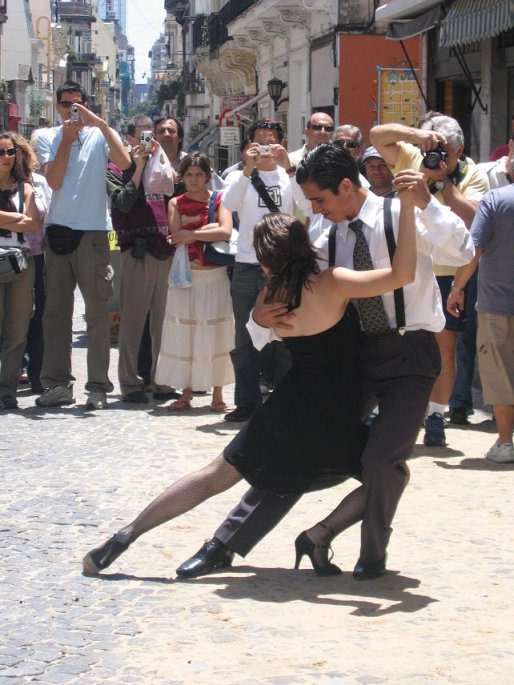
街頭でのタンゴ舞踊（2004年、ブエノスアイレス、San Telmo）

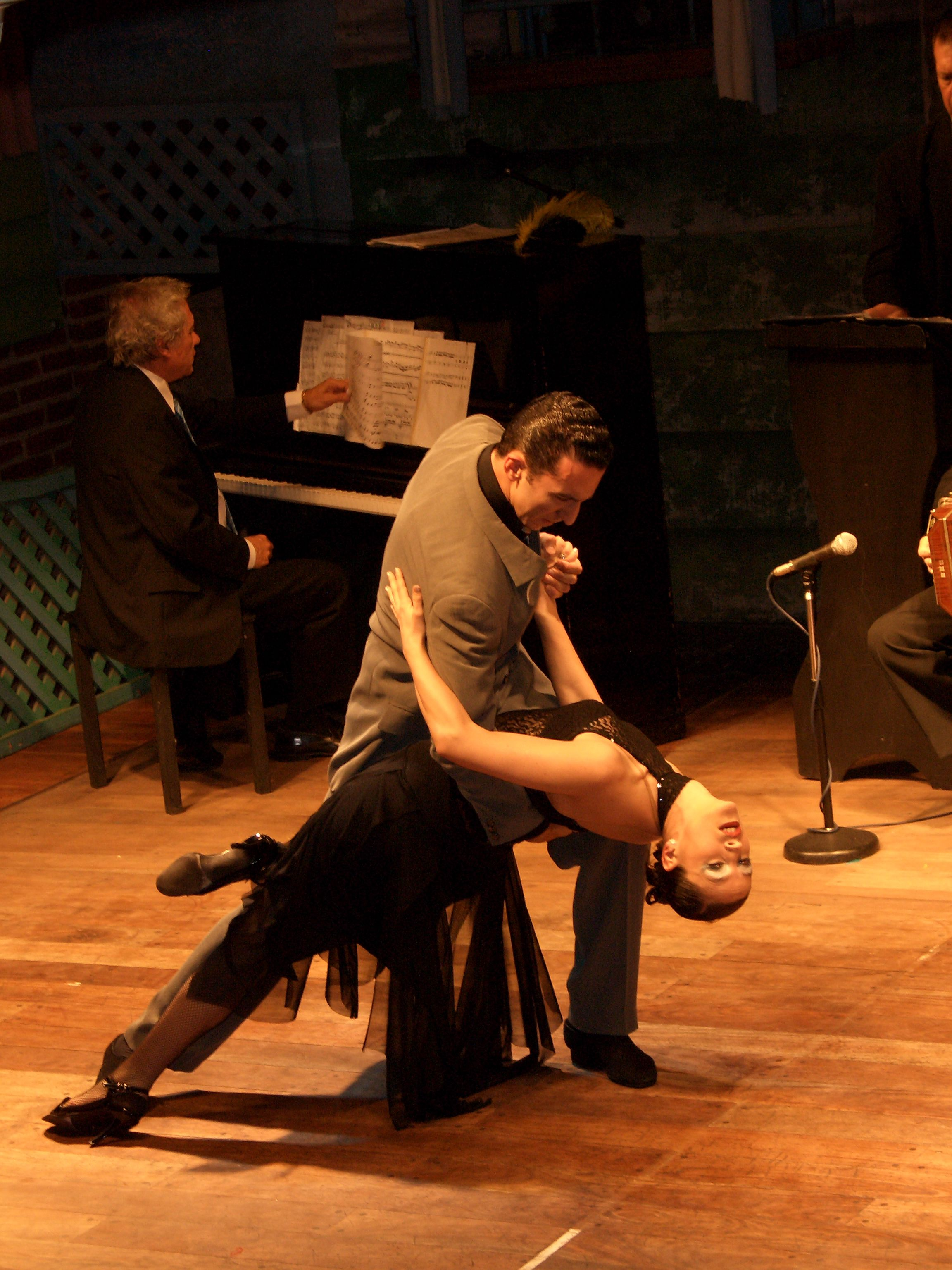
ブエノスアイレスのタンゴ・ショーで踊る男女

- 18世紀後半にイベリア半島で発祥したある種のリズムの舞曲。
- （上記ダンスパターンが19世紀後半南米に輸出され）アルゼンチン・ブエノスアイレスやウルグアイ・モンテビデオでダンススポットのために考案されたジャンル。

タンゴのうちでとくに名高く重要なのはアルゼンチン･タンゴ、すなわちブエノス･アイレスに起こりそこを本場として発達したタンゴである。 

## 歴史
タンゴが生まれた経緯は不明だが、18世紀の後半に「tango」と記された手稿譜が見つかっており、盛んにイベリア半島で踊られていた。その後、スペイン帝国による植民地政策の結果としてラプラタ川の河口地域の人々にこのダンスパターンが伝わり、1880年にはすでに出版譜が見つかっており、1900年以降にバンドネオン、フルートなどの混合されたアンサンブルを伴ったダンススポットが強烈に流行した。ポピュラー音楽およびダンスの一形態で、カンドンベ、ミロンガ、ハバネラなど複数の音楽が混ざり合って19世紀半ばにブエノスアイレス、モンテビデオ近辺のラ・プラタ川流域で生まれた。

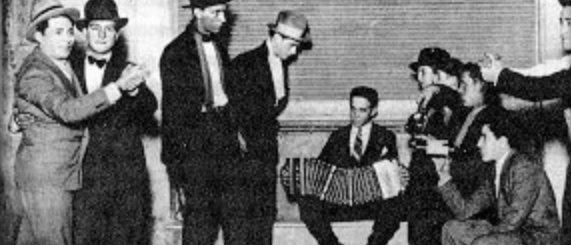
1900年頃の写真、男同士で踊ることも少なくなかった

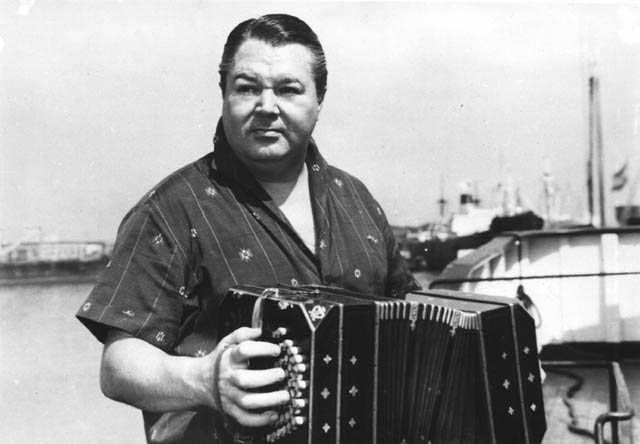
アニバル・トロイロ

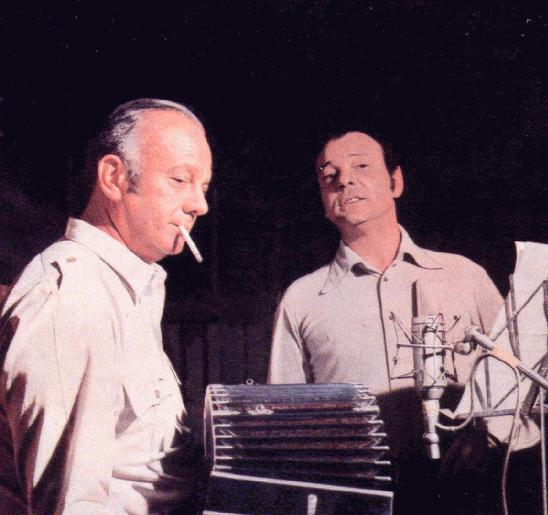
タンゴの録音、左の人物がアストル・ピアソラ

「アルゼンチン・タンゴは今から約130年前に、アルゼンチンの首都ブエノスアイレスの港町ラ・ボカ地区から始まった」ともされる。ただ、その前から、アフリカ系アルゼンチン人のコミュニティーで、「タンゴ」 と称する音楽がはやっていた。アルゼンチンタンゴ・ダンスはスペインやイタリアからの貧しい移民のフラストレーションのはけ口として、ボカ地区の酒場で生まれた踊りといわれる。日頃の不満を歌にし、「最初は単身赴任の男性達が酒場で荒々しく男性同士で踊った」とも「娼婦を相手に踊られるようになった」ともいわれる。しかし、実際には記録はほとんど残っていないため、正しいことはわかっていない。ただ、リズムに関してはキューバのハバネラ、ヨーロッパ伝来のワルツ、アメリカ伝来のフォックストロット、アフリカ起源で南米のいくつもの国に広がったカンドンベ、アルゼンチンのパンパで生まれたミロンガなどが、初期のタンゴに影響を与えた。

### 1880年 - 1919年
- 1880年、現在譜面の残る最初のタンゴ 『バルトーロ』（Bartolo） が出版される。（これにも諸説がある）
- 1880年代、ギターとフルートのヴァイオリンのアンサンブルだったタンゴにバンドネオンを入れる楽団が出てくる。
- 1897年、ロセンド・メンディサーバルが『エル・エントレリアーノ』を作曲する。
- 1903年、アンヘル・ビジョルドが、『エル・チョクロ』を作曲する。
- 1910年、エル・カチャファス（El Cachafaz。本名:Ovidio José Bianquet）が最初のタンゴ学校を開く。後にカチャファスは、アメリカやヨーロッパに渡りタンゴの普及に努めた。
- 同時期、アルゼンチン上流階層の芸術家によりヨーロッパに紹介、カトリック教会が禁止令を出さねばならぬほどパリで大流行。
- この時期、ドイツからアルゼンチンにバンドネオンが大量に輸入され、バンドネオン使用の定着がタンゴの特徴となる。
- 1917年、ロベルト・フィルポ楽団により、ヘラルド・マトス・ロドリゲス作曲のタンゴの『ラ・クンパルシータ』が初演される。
- 1917年頃、“タンゴの神様”と言われる歌手カルロス・ガルデルがブエノスアイレスに現れる。
- この頃、タンゴ楽団の楽器について、すなわちピアノ・バンドネオン・ヴァイオリン・コントラバスという組み合わせが固まる。

### 1920年 - 1949年
- 1920年代、踊りのためのタンゴバンド大人気（代表的指揮者：ファン・ダリエンソ）。
- 1925年、 フランシスコ・カナロのパリ公演が大成功する。
- 1926年、 フアン・デ・ディオス・フィリベルトが、『カミニート』を発表する。
- この頃より、ヨーロッパの楽団でタンゴを演奏することが流行する。ヨーロッパでのタンゴの勃興である。
- 1940年代、アルゼンチンの経済（英語版）は繁栄し、一人当たりの国民総生産額がドイツやイタリアよりも上位となった時期であった。タンゴ黄金時代の絶頂期であった。
- 1945年、第二次世界大戦が終わる。その前後ドイツのバンドネオン工場の多くが廃業となる。演奏家からの人気第一位であったアルフレッド・アーノルド社もバンドネオンの製造をやめてしまった。
- 1946年、ファン・ペロン大統領就任し、労働者の利益を重視しつつも、反対派を抑圧する政治を行う。
- 1948年 アニバル・トロイロ楽団が、歌のタンゴの傑作『スール』を発表。

### 1950年 - 1999年
- 1950年代、日本でもタンゴが流行し、日本国内に20を超えるタンゴバンドが存在。
- 1954年、アストル・ピアソラ、パリに留学。以降次々と新しいスタイルのタンゴを発表する。
- 1955年9月、タンゴを擁護していたペロン政権が崩壊。タンゴ低迷期始まる。
- 1960年代、かつては先進国並みであったアルゼンチンの経済的地位に翳りが出てくる。モダンタンゴが根付き始める。踊るタンゴが低迷し、聞くためのタンゴが表舞台へ。
- 1970年、日本において民音タンゴ・シリーズがスタート。毎年、全国にてアルゼンチン・タンゴの興業が開催される。
- 1976年、ビデラ将軍一派が軍事独裁政権を樹立し、市民運動家らを殺害、一般に 「汚い戦争」 Guerra sucia といわれる。フォルクローレやタンゴなどの音楽家の亡命があいつぐ。
- 1982年、フォークランド紛争で、アルゼンチンがイギリスに敗れる。
- 1983年、アルゼンチンで軍事独裁政権が倒れ、民主化なる。
- 1983年、パリで『タンゴ・アルヘンティーノ』が初演され大人気となる。タンゴ復興機運が盛り上がる。
- 1985年、『タンゴ・アルヘンティーノ』のブロードウェイ公演成功。
- 1987年、『タンゴ・アルヘンティーノ』が初来日公演
- 1994年、フォーエバータンゴがサンフランシスコでロングランの大成功。
- 1995年、アルゼンチンでソロ・タンゴ開局
- 1997年6月19日〜、ブロードウェイで『フォーエバータンゴ』で大人気となる。
- 1999年2月、『フォーエバータンゴ』が初来日公演

### 2000年 -
- 2003年8月、第1回アルゼンチン・タンゴ・ダンス世界大会がブエノスアイレスで開催される。
- 2004年6月、第1回アルゼンチン・タンゴ・ダンスアジア大会が東京で開催される。
- 2004年、 三重県四日市市のエフエムよっかいちで放送されていた番組「タンゴをあなたに」が、2004年9月で放送終了し、2004年12月1日からは「ブエノスディアス、タンゴでおはよう」が帯番組として放送開始。(現在の構成は、コンチネンタル、タンゴアラカルト、今に活きるタンゴ、レトロタンゴ、モダンタンゴの5日制)
- 2013年 アルゼンチン・タンゴしか放送しないラジオ番組「タンゴアルバム」が、放送60年を迎える。
- 2016年 4月13日巨匠マリアーノ・モーレス死去。
- 2016年 5月31日「ブエノスディアス、タンゴでおはよう」が放送3000回。
- 2016年 8月19日、巨匠オラシオ・サルガン死去。
- 2019年 1月に民音タンゴ・シリーズが、通算50回目。

日本での受容史

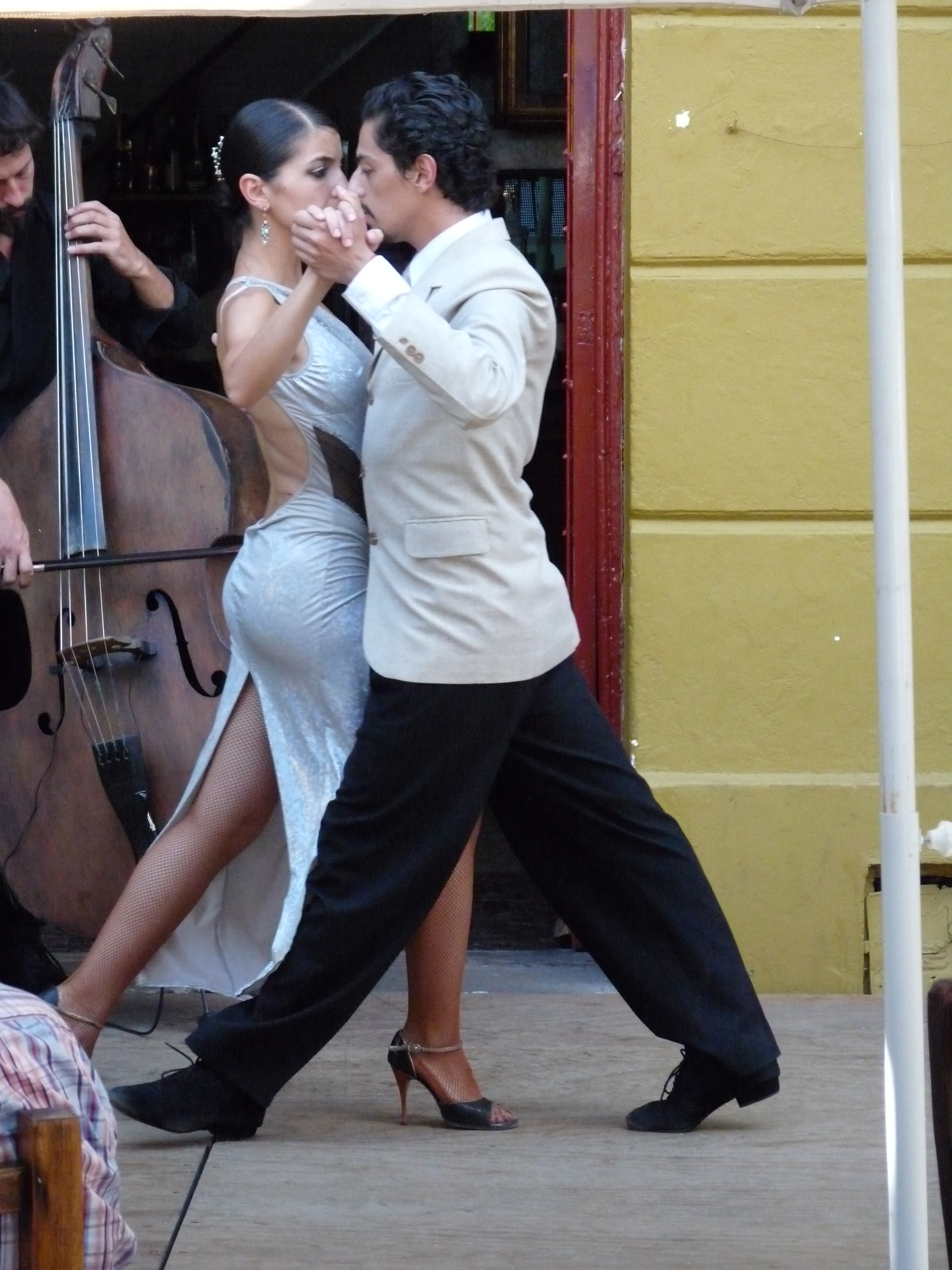
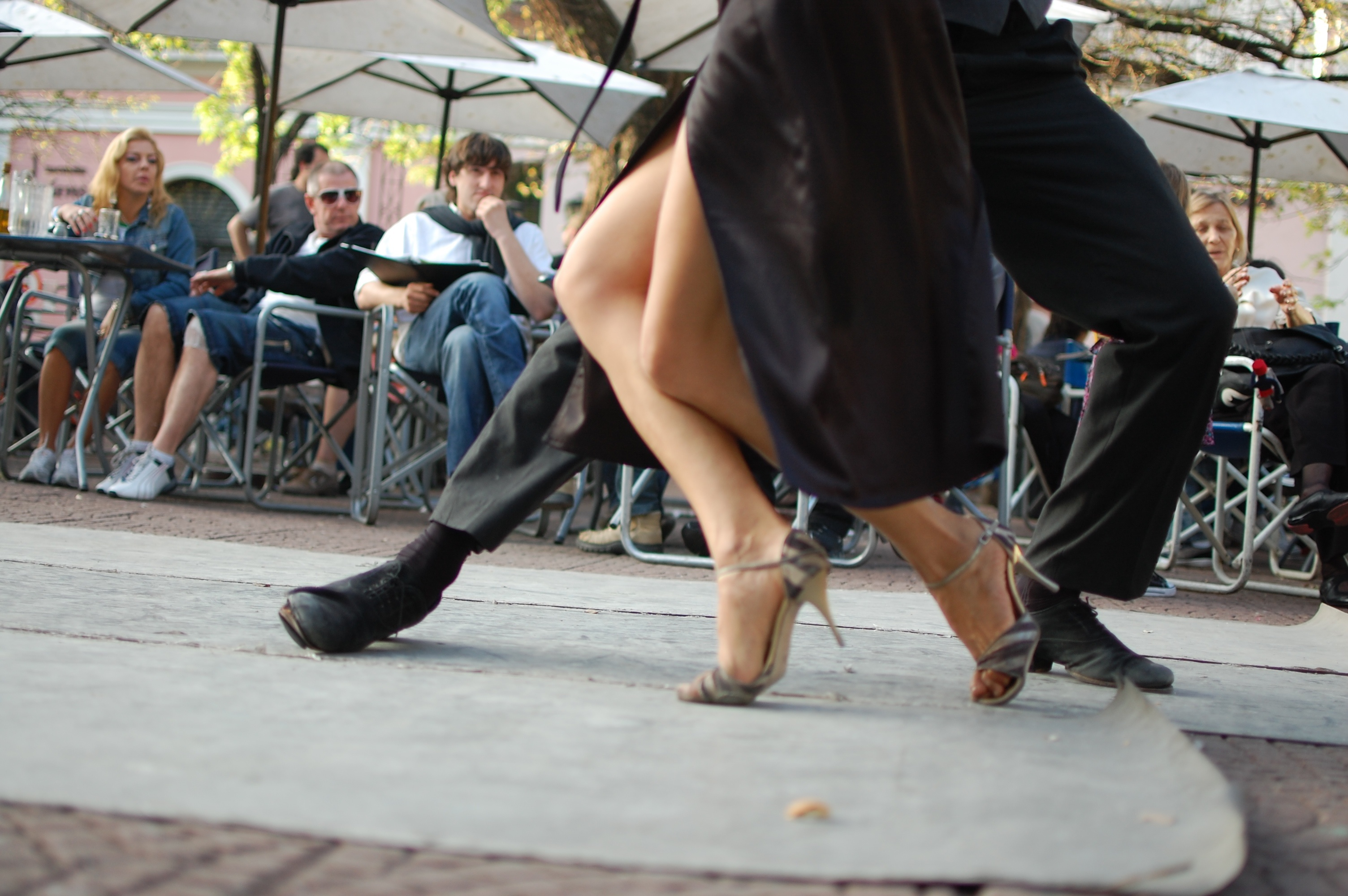

日本では、本場アルゼンチンのタンゴを「アルゼンチン・タンゴ」と呼び、ヨーロッパに渡って変化したタンゴを、（日本の某レコード会社が和製英語を作りだし、それをジャケットなどに印字して日本人をミスリードした結果）「コンチネンタル・タンゴ」という和製英語で呼ぶことが行われるようになり（あるいは「ヨーロッパ・タンゴ」）と呼び、日本でのタンゴの普及は、昭和初期から戦前までにアルゼンチンから一部移入がされたものの、その後戦後にかけて移入したのは、むしろヨーロッパからムード音楽の一環としてのそれであり、いわゆる「コンチネンタル・タンゴ」の類であった。すなわち、競技ダンス・社交ダンスで用いられる1ジャンルのタンゴのための舞踊音楽であった。よって、長らくタンゴと言えばマランド、アルフレッド・ハウゼといったイメージで、多くの場合理解されていた。しかし1960年代からはオスヴァルド・プグリエーセ、フランシスコ・カナロなどの大御所たちもこぞって来日を果たしており、一部の聴衆から熱狂的な支持を生んだ。ただ、楽器の習得や様式の完成に非常に時間がかかり、専門的な教育機関も存在しない日本で学習するのは非常に困難なジャンルという認識もあった。
いったん上記の競技ダンスや社交ダンスが一般的には下火になっていた1980年代後半、米国で成功した「タンゴ・アルヘンティーノ」公演が日本にも移入し、これ以降、アルゼンチン・タンゴが普及するようになった。現在は鬼怒無月のように調性を廃したタンゴ・アヴァンギャルド、エレクトロニクスをフル活用したタンゴ・エレクトロニコなどの新たな可能性が日々探られている。インターネット・ラジオも、アルゼンチンではない国からアルゼンチン・タンゴが24時間流れ続ける例が存在するなど、新しい聴取者層を獲得している。近年は日本のみならず韓国や台湾などもタンゴの音楽家が続々と増えており、技術的に本場とほぼ変わらないレヴェルのテイクも珍しくない。

## 拍節

### 二拍子系
- 全般的に鋭いスタカートを多用する。2/4拍子ないし4/8拍子で、後年4/4拍子でも書かれる。以下4/4拍子で説明する。
  - 第一拍のアウフタクトに深い「溜め」をおく。
  - 第一拍、第三拍に強烈なスタカートをおく。これを徹底するとオスヴァルド・プグリエーセの『ラ・ジュンバ』(La Yumba)になる。
  - これらを滑らかにスピードアップすると、アストル・ピアソラの3, 3, 2のリズムに違和感なく到達する。[注 6]
  - 終止の際には第二拍を際立たせる楽団もあるが（この拍へのニュアンスは楽団ごとにかなり異なり共通見解はなく）、第三拍をわずかに打つ。
- 強靱なリズム体の上に、ロマンティックな、時としてメランコリックな主旋律が泣くのがタンゴの魅力である。
- 要求されるリズムパターンはTango、Milonga、Habanera、Candombe(少数)、FoxTrot(稀)、の五つである。

### 三拍子系
- フランシスコ・カナロやオラシオ・サルガン[注 7]の楽団には三拍子系の作品のテイクも見られる。
- 要求されるリズムパターンはValsである。

### 速度
- 伝統的にはイサーク・アルベニスの「タンゴ」で示されている通り、中庸のテンポで踊りに合わせるのが一般的であった。しかし、聴くタンゴが一般化してからは極限まで速度を上げたファン・ダリエンソ楽団、中庸のテンポにこだわり続けたフランシスコ・カナロ楽団、やや遅くともアクセントの鋭さを誇示したオスヴァルド・プグリエーセまで様々である。4分の4拍子の場合だと、四分音符イコール120が平均値。

## 奏法
弦楽器の騒音的奏法、ヴァイオリン群による集団グリッサンド、バンドネオン本体への打撃、コントラバスのコルレーニョバトゥット、ピアノとバンドネオンのトーンクラスターが典型例だがピアノの内部奏法はタンゴ・アヴァンギャルドを除いて行われることがない。

## 演奏形態

### アルゼンチン・タンゴ
バンドネオンが用いられることが特徴である。また、非常に鋭いスタカートでリズムを刻むにもかかわらず打楽器を欠く。オルケスタティピカに始まりキンテートを通過し、現在はこの枠ではくくれない編成も多い。またバンドネオンなしのピアノと弦のみの演奏もある。ギターの伴奏と歌によるタンゴも、カルロス・ガルデルらが録音を残し高く評価されている。アストル・ピアソラの作品のように、クラシック音楽の演奏家によりクラシック音楽のスタイルで演奏されるものもある。特に、1950年代後半頃からアコースティックギターなども使われるようになってきた。
少しでも伝統を外すと「タンゴのイメージに合わない」・「アルゼンチン・タンゴを騙っているだけ」という苦情が寄せられることも多く、ウルグアイとアルゼンチンですら激しい対立があることで有名だが、多種多様な実験が多くの聴衆に受け入れられてきたことも事実なのである。

### ヨーロッパのタンゴ
楽器編成は通常のポピュラー音楽での管弦楽編成に近い。ムード音楽的演奏から、マランドのように歯切れの良いリズムを重視したアルゼンチンスタイルに近い演奏までさまざまである。一般的にはアコーディオンが用いられるため、バンドネオンの鋭いスタッカートではなく、オーケストラの分厚いくぐもったスタッカートが多い。
ヨーロッパのタンゴは日本では「コンチネンタル・タンゴ」という和製英語で呼ばれているが、正しい英語では「European Tango ヨーロピアン・タンゴ」と言い、ヨーロッパで大雑把にひとくくりにしたがる人がいても、実際には国ごとにそれなりに傾向は異なり、ジャーマン・タンゴ、ロシアン・タンゴ、フィニッシュ・タンゴ、フレンチ・タンゴ、チロリアン・タンゴ、ダッチ・タンゴ、デニッシュ・タンゴなど各国ごとのタンゴに細分化することも可能である。
北欧フィンランドのタンゴ（フィニッシュ・タンゴ）はどうかと言うと、フィンランドでは1910年代からタンゴ演奏が始まったため、日本より伝統が長い。アコーディオンが使われる。「短調にこだわり哀調を帯びさせる」ことが必須になっており、朗らかさは無く、その点で南欧のタンゴとは異なっている。現在はアストル・ピアソラ国際演奏コンクールの優勝者も輩出するなど、演奏の質の高さには定評がある。毎年必ず行われるTangomarkkinatが有名。

### アメリカン・タンゴ
小編成が圧倒的に多い。アルゼンチン・タンゴの中になかった楽器も積極的に取り入れられており、なおかつコンチネンタル・タンゴのような妥協を行わない点が特徴。

### ジャパニーズ・タンゴ
かつてはオルケスタ・ティピカ・東京、坂本政一とオルケスタ・ティピカ・ポルテニヤのようなオルケスタ・ティピカを組織するのが一般的であったが、1970年代の低迷期に入ってからは小編成が有力となった。アルフレッド・ハウゼ楽団のようなコンチネンタル・タンゴの人気も日本ではかなりある。1990年代は日本でもアストル・ピアソラが人気を博したこともあり、ピアソラ・スタイルを表面的に模倣した楽団も見られた。1970年から毎年必ず行われる民音タンゴ・シリーズが有名で、同シリーズは2019年時点で50回を重ねている。
1979年のジャパニーズ・タンゴとは「法被を着てバンドネオンを弾き、着物を着て歌を歌い、LPジャケットには富士山が描かれる」といったステレオタイプなものを指していた。2010年代は、このようなスタイルを日本人がとることは最早ない。
日本は1940年代に戦争の影響で音楽活動が制限されたために、「1940年代こそアルゼンチン・タンゴの全盛期であった」とする現地民と意見が食い違うタンゴ・ファンは今もなお1910-30年代生まれの日本人に多い。日本人にとってのタンゴの黄金期は1920年代末期を完璧に演じきったオルケスタ・ティピカ・ヴィクトルで知られる1927年前後、日本のタンゴ楽団の活動と活発なAM放送による啓蒙で知られる1954年前後、そしてインターネットによる新たなファン獲得に成功した2010年代を印象に残る日本にとっての黄金期と捉える人物が多い。

## 演奏解釈
タンゴでは、作曲者の作ったメロディーは大切にされるものの、演奏する楽団の編曲により、新たな旋律や副旋律がつけられたり、変奏 variación がつけられたりすることが当然のようになっている。
たとえば、『ラ・クンパルシータ』は、ヘラルド・マトス・ロドリゲスの作曲したメロディーの他に、ロベルト・フィルポが付け加えた中間部が好評を呼び、著名度が高いタンゴとなった。
タンゴについては、やはり演奏する楽団の編曲の良し悪しが、聴いている聴衆の満足度につながるものとされる。これはバッハのコラール編曲と事情が似ており、コラール原曲より付された対旋律のほうが有名、といった古事を継承している。
なお、楽譜からはずれる即興演奏は、避けられる方向であったが、アストル・ピアソラのように即興演奏を好むタンゴ演奏家もいる。ピアソラは徹底的に「書き譜」を売ることで顰蹙を買ったが、タンゴ楽団の譜面には自分たちの芸風を示したメモは一切書かないのが本当は主流で、伝統的にはすべて演奏様式は口承である。
アストル・ピアソラやそれ以降の楽団のモダンタンゴの解釈については、古くからのタンゴ愛好家で違和感を覚えるような声が多くあった。これは、ジャズやジプシー楽団から引き抜かれた人物が独自の癖を披露したからである。その一方で、そのモダンタンゴに感銘を覚えるタイプのタンゴ愛好家も増えてきている。21世紀に入ると、古典またはアルカイックタンゴ専門の楽団も出現している。

## 歌唱

### タンゴの歌詞のスペイン語
タンゴの曲の多くには、スペイン語（リオプラテンセ・スペイン語）の歌詞がついているが、"La última curda" (最後の酔い) の "curda"(酔い) のようにブエノスアイレス地方の俗語である ルンファルド (lunfardo) がよく用いられる。日本の西和辞典で引きづらいこともしばしばである。
また、vos (あんた,túに相当する) およびそれに相当するという南米の言い回しボセオ(voseo) が出てくることもある。
¡Volvé! - 戻ってきて！
¡Ya sé, no me digás! ¡Tenés razón! - 分かったから、俺に言うなよ！その通りだ！ …… 意訳「最後の酔い」から
ボセオについては、日本の西和辞典では、具体的な活用形ですらも取り上げられているとはいえない状態である。英語の voseo や、その他のサイトで調べるしかない。

### ひとつのタンゴに、違った複数の歌詞がつけられる
『ラ・クンパルシータ』のように、ひとつのタンゴの曲に、違った複数の歌詞が付けられることがある。
よく知られた例　『ラ・クンパルシータ』『エル・チョクロ』『フェリシア』

### 作詞者に敬意が示されている
タンゴの歌詞について、『カミニート』（Camnito） の ガビノ・コリア・ペニャロサ Gabino Coria Peñaloza や、
『スール』（Sur） の オメロ・マンシ Homero Manzi のように、作者に敬意が表される場合も少なくない。歌詞が文学的なタンゴは歌がつけられた演奏になる傾向にある。地名・招聘した人物への敬意が示されていることもある(輝ける東京)。
またラ・ファン・ダリエンソやコロール・タンゴのような先人の発明を継承した「後継楽団」が多いのもタンゴの特徴で、メンバー紹介には誰から後継を行ったのかが丁寧に書かれていることがある。

### 歌詞なし演奏も当たり前
歌詞なしで演奏されることも、ごく普通である。『フェリシア』や『パリのカナロ』のように、歌詞なし演奏がほとんどの曲もある。
また『レスポンソ』や『とろ火で』のように歌詞がつけられていない場合もある。

### スペイン語以外の歌詞がつけられているタンゴ
原曲にスペイン語の歌詞がつけられているタンゴに、別の言語の歌詞がつけられる場合もある。『エル・チョクロ』（El choclo）は英語の歌詞がつけられ『キッス・オブ・ファイア』（Kiss of Fire ）としてアメリカで歌われヒットした。
日本では、菅原洋一が第31回NHK紅白歌合戦で『ラ・クンパルシータ』を日本語の歌詞で歌った。冴木杏奈が着物姿で『カミニート』を歌っている映像が YouTube で、アップロードされている。淡谷のり子も日本語の歌詞で『ラ・クンパルシータ』や『ジーラ・ジーラ』を歌っていた。
原語がスペイン語でない歌が、タンゴとして演奏される場合もある。たとえばシャンソンの『小雨降る径』（"Il pleut sur la route"）や『恋心』（"L'amour, c'est pour rien" ）がタンゴとして演奏される場合もある。ファン・ダリエンソ楽団はサービスと称してスペイン語で原曲を歌わせ、そのまま日本語の訳詞で歌わせる、ということも行わせた。
ファンサービスとしてファン・ダリエンソ楽団は「スペイン語の歌詞の音楽は日本語でも歌えます！」と主張して、（強引に）翻訳された歌詞を専属歌手に歌わせ、その録音が残っている。

### メドレー
複数の作品のサビを数曲ほど接合させる例(トロイロ)もある。これは先人への敬意が込められる。このような形態では歌手は歌わない。

### ラテン音楽の規則と近代和声法の規則のせめぎあいや禁則の頻発
ラテン音楽は原則的にスリーコード（つまりトニック（I）、サブドミナント（IV）、ドミナント（V, VII））のみで進む鉄則があるため、これを破ろうとする者は「前衛」「異端」と呼ばれていた。
四声和声法では「主旋律がアルペジオのような動きをするのはやめましょう」というのが鉄則だが、古典タンゴの代表作『フェリシア』のように、最初からメロディーがアルペジョで動くことも普通に行われる。さらに、アルフレド・デ・アンジェリス楽団はベースや中声部のバンドネオンがアルペジョで動くこともある珍しい集団である。
モダンタンゴの時代に入ると近代和声の影響を徐々に受けて減ったが、それでもバンドネオンセクションは依然として平行進行が好まれる。またファン・ダリエンソ楽団の『Sentimento Gaucho』に至ってはメロディーとベースがサビで有名な連続8度を行うなど、西洋楽器を使いつつ西洋音楽の規則では説明のつかないことが頻発する。（なお和声法や対位法の規則を守らない、という現象は、バッハやベートーヴェンのようなクラシック音楽の名作においてすら、頻繁に発生している。）
楽曲を編曲しなおす楽団も数多く、オスバルド・プグリエーセ楽団やエドゥアルド・ロビーラはバンドネオンの左手や弦楽セクションを用いて対位法的な趣味を前面に打ち出しており、近代和声や対位法の規則を（途中から、それなりに）意識したようである。タンゴ黎明期から黄金期にかけての作品が和声法と対位法を守っていないわけだが、一体どこまでがミスでどこからが意図的なのかについては明らかにされていない。
タンゴは、器楽では楽に演奏できても声楽では歌唱が厳しいメロディーラインが多く、歌手は「アルペジョにはいると加速または減速がはいる」独特の修練を必要とする。

## 他の種類の音楽との関連

### フォルクローレ
タンゴは、始めはフォルクローレから出発した。初期のタンゴでは、ギター・ヴァイオリン・フルートのアンサンブルで演奏されて、バンドネオンは定着せず、ミロンガ・カンドンベと同種のラプラタ諸国の民俗音楽であった。バンドネオンの導入により、タンゴは（他のフォルクローレと）差別化がなされるようになった。ミロンガについては、タンゴとして演奏されることもある。
カルロス・ガルデルは、フォルクローレ歌手として活動を始めて、その後タンゴを歌いだした。ガルデルの歌にギター伴奏のタンゴに、タンゴ愛好家の人気があり、今でも頻繁に聴くことができる。
また、タンゴ楽団によるヴァルス(バルスとも呼ばれる)すなわちアルゼンチン当地のワルツの演奏も、よく聴かれ、フランシスコ・カナロ楽団の『黄金の心』（Corazón de oro）が有名である。
ブエノスアイレスのタンゴ生演奏の店タンゲリア tanguería では、フォルクローレの演奏も行っているところもある。東京の六本木にありタンゴバプとして有名だった店 「六本木カンデラリア」 (閉店) の店主の高野太郎は、フォルクローレ歌手である。タンゴもフォルクローレも、どちらもレパートリーとしている歌手も、目立つ。

### クラシック音楽
エドガルド・ドナートがクラシック系統の音楽学校であるフランツリスト音楽院の優等生だったように、アルゼンチンでも日本もふくめ他地域でもクラシック音楽を専門的に学んだ人がタンゴ界で活躍することは、めずらしくない。
タンゴも最初期の『エル・エントレリアーノ』から、半音階をとりいれたりしている。また、カデンツァなど、クラシック音楽の用法が、タンゴに応用されている。スペインのクラシック音楽の作曲家イサーク・アルベニスも、有名な『タンゴ ニ長調』（「アルベニスのタンゴ」）を作曲している。『ビクトリア・ホテル』の作曲者のフェリシアーノ・ラタサはクラシック音楽の作曲家と伝えられている。
クラシック音楽に対抗意識をもちつつ対話していたタンゴの権威にアストル・ピアソラがいて、アルゼンチンに来たアルトゥール・ルービンシュタインに自作の曲を見てもらったり、ナディア・ブーランジェから作曲を学んでいたというエピソードがある。
また、クラシック音楽家でも、演奏にタンゴをあえて選ぶ人も出てきている。チェロ奏者のヨーヨー・マが、ピアソラ作曲の『リベルタンゴ』を演奏曲目に選んでいる。

### ジャズ
エドガルド・ドナートは、ウルグアイのジャズのカルロス・ウォーレン楽団に所属していたこともある。フランシスコ・ロムートは、ジャズピアニストとしても活躍していたこともあった。アストル・ピアソラは少年期はタンゴよりもジャズを好んでいたといわれている。
タンゴも時代が下りモダンタンゴに近づくと、ジャズの影響が見られる曲も増えてくる。ちなみに、ピアソラは、ジャズ・タンゴを提唱しているし、ジャズの演奏家としている表現もみかける。タンゴもジャズも、ピアノとコントラバスとギターという楽器を使用するということでは、共通している。アティリオ・スタンポーネ楽団やネストル・マルコーニ楽団は、ジャズのリズムやピアノソロを全面に押し出すなど、タンゴ・アヴァンギャルドではジャズのイディオムも解禁されている。
ただ、ジャズの曲をタンゴとして演奏されたりすることは、なかなかありえない。『エル・チョクロ』を『キッス・オブ・ファイア』（Kiss of Fire）として、ジャズで演奏されて注目されたことがある。『アディオス・ムチャーチョス』についてアメリカのジャズの権威のルイ・アームストロングの歌の録音もある。アメリカのルロイ・アンダーソンの『ブルー・タンゴ』（Blue Tango）が、ジャズ楽団でも演奏されている。それ以外の例で、モダンタンゴ以外のタンゴがジャズとして演奏されることはあまりない。
1940年代を過ぎるとフランチーニ＝ポンティエル楽団やサルガン楽団、トロイロ楽団は近代和声を拡張したジャズに影響された大胆な和声を積極的に織り込むようになった。この展開を嫌い、古典和声にこだわり続けたダリエンソやデ・アンジェリスのような硬派のタンゴ楽団もいる。近代和声を用いた名曲の第一号がマリアーノ・モーレスの『Uno(1943)』という見解を示す識者は多い。この作品はジャズのようなナインスコードが偶発的に出現するが、このような艶のある表現はレトロタンゴの時代では決してみられなかった。

### シャンソン
『小雨降る径』と『恋心』については、タンゴとして演奏される場合がある。（なお、逆にタンゴの曲がシャンソンとして歌われる例はあまり見当たらない。）
日本ではタンゴ歌手として出発した菅原洋一がシャンソンを歌った。シャンソン歌手の高英男が第12回NHK紅白歌合戦で、同じくシャンソン歌手の芦野宏が第13回NHK紅白歌合戦で『カミニート』を歌った。シャンソン生演奏の店シャンソニエで、月何回か、タンゴの生演奏を行うところもある。

### ラテン
スペインの歌手のフリオ・イグレシアスや、メキシコのトリオ・ロス・パンチョスのように、タンゴ歌手でないスペイン語圏の歌い手も、タンゴのレコード録音がヒットすることもある。

## 作曲家

### 著名なタンゴの曲の作曲者
- アンヘル・ビジョルド　Ángel Villoldo　(1861年?〜1919年)
- ロセンド・メンディサーバル Rosendo Mendizábal　(1868年〜1913年)
- エンリケ・サボリド　Enrique Saborido　(1877年〜1941年)
- ロベルト・フィルポ　Roberto Firpo　(1884年〜1969年)
- フアン・デ・ディオス・フィリベルト　Juan de Dios Filiberto　(1885年〜1964年)
- フランシスコ・カナロ　Francisco Canaro　(1888年〜1964年)
- カルロス・ガルデル 　Carlos Gardel　(1890年?〜1935年)
- エドゥアルド・アローラス　Eduardo Arolas　(1892年〜1924年)
- フランシスコ・ロムート　Francisco Lomuto　(1893年〜1980年)
- ファン・カルロス・コビアン　Juan Carlos Cobián　（1896年〜1953年）
- エドガルド・ドナート　Edgardo Donato　(1897年〜1963年)
- ヘラルド・マトス・ロドリゲス　Gerardo Matos Rodríguez　(1900年〜1948年)
- オスヴァルド・プグリエーセ　Osvaldo Pugliese　(1905年〜1995年)
- アニバル・トロイロ　Aníbal Troilo　(1914年〜1975年)
- オラシオ・サルガン　Horacio Salgán　(1916年〜2016年)
- アストル・ピアソラ　Astor Piazzolla　(1921年〜1991年)

### タンゴと名付けられた作品を書いた著名な作曲者
- コンロン・ナンカロウ - Tango?
- トム・ジョンソン - Tango
- 近藤譲 - 記憶術のタンゴ
- マイケル・フィニスィー[6] - 23のタンゴ
- 西村朗 - タンゴ
- イサーク・アルベニス - タンゴ
- ウィリアム・ボルコム - ラグ-タンゴ

## 演奏家

### アルゼンチン・ウルグアイ

#### バンドネオン奏者
- オスバルド・フレセド　Osvaldo Fresedo
- ミゲル・カロー　Miguel Caló
- アストル・ピアソラ
- エドゥアルド・ロビーラ　Eduardo Rovira
- レオポルド・フェデリコ　Leopoldo Federico

#### ヴァイオリン奏者
- フランシスコ・カナロ
- フリオ・デ・カロ　Julio de Caro
- ファン・ダリエンソ　Juan D'Arienzo

#### ピアニスト
- ファン・カルロス・コビアン
- オスヴァルド・プグリエーセ
- カルロス・ディサルリ　Carlos Di Sarli
- フランシスコ・ロムート

### ドイツ

#### ドイツのヴァイオリン奏者
- アルフレッド・ハウゼ　Alfred Hause

### 日本

#### 日本のバンドネオン奏者
- 早川真平
- 坂本政一
- 池田光夫
- 森川倶志
- 門奈紀生
- 京谷弘司
- 米山義則
- 小川紀美代
- 小松亮太
- 三浦一馬
- 北村聡
- 早川純
- 鈴木崇朗

#### 日本のピアニスト
- 小松真知子
- 青木菜穂子
- 岡本美沙
- 松永裕平

#### 日本のヴァイオリン奏者
- 桜井潔
- 志賀清
- 鄭英徳
- 近藤久美子
- 会田桃子

#### 日本のダンサー
- アレハンドロ・ザッコ
- 小林太平
- チヅコ - 2010年タンゴダンス世界選手権ステージ部門チャンピオン
- アクセル・アラカキ - 2017年タンゴダンス世界選手権ステージ部門チャンピオン

## 歌手

### アルゼンチン・ウルグアイの歌手
- カルロス・ガルデル（ギターも）
- ロシタ・キロガ
- メルセデス・シモーネ
- リベルタ・ラマルケ
- エドムンド・リベロ
- ロベルト・ゴジェネチェ
- フリオ・ソーサ
- スサーナ・リナルディ

### 日本の歌手
- 藤沢嵐子
- 菅原洋一
- 阿保郁夫
- 冴木杏奈
- 香坂優
- ロベルト杉浦 (現地のテレビショーにでていたときの芸名はTakafumi[7])
- KaZZma(カズマ)

## 楽団

### タンゴ黎明期の楽団
- アヘシラオ・フェラサーノ楽団 Agesilao Ferrazzano
- フリオ・ポジェーロ楽団
- ファン・ギド楽団
- ルイス・ペトルチェリ楽団
- ロベルト・フィルポ楽団 (ラ・クンパルシータの世界初録音を行った)
- カジェタノ・プグリッシ楽団
- アドルフォ・カラベリ楽団
- エドガルド・ドナート楽団
- フランシスコ・ロムート楽団
- ペドロ・マフィア楽団

### ラウル・オウテーダの選んだタンゴ十大楽団
- フリオ・デ・カロ六重奏団
- オスバルド・プグリエーセ楽団 Orquesta de Osvaldo Pugliese
- カルロス・ディサルリ楽団
- アニバル・トロイロ楽団
- オスバルド・フレセド楽団
- フランシスコ・カナロ楽団 Orquesta de Francisco Canaro
- フランチーニ＝ポンティエル楽団(エンリケ・マリオ・フランチーニとアルマンド・ポンティエル)
- ミゲル・カロー楽団
- オラシオ・サルガン楽団
- アルフレド・ゴビ楽団

### DJバラーシュの選んだタンゴ十大楽団
このように多くのタンゴ楽団に接した者ほど、アストル・ピアソラを避ける傾向にある。ラウル・オウテーダも同様である。

### タンゴ黄金期の楽団
- ファン・ダリエンソ楽団 Orquesta De Juan D'Arienzo
- フロリンド・サッソーネ楽団
- オルケスタ・ティピカ・ヴィクトル OTV
- リカルド・タントゥリ楽団
- アルフレド・デ・アンジェリス楽団
- ロドルフォ・ビアジ楽団
- アンヘル・ダゴスティーノ楽団
- エンリケ・ロドリゲス楽団
- ルシオ・デマレ楽団
- オルケスタ・ティピカ・ブルンスビック OTB

### そのほかの楽団
- キンテート・レアル Quinteto Real
- 新生五重奏団
- リカルド・サントス楽団
- マランド楽団　Malando Orchestra
- タマンゴ Tamango
- コロール・タンゴ (プグリエーセ後継楽団)
- ラ・ファン・ダリエンソ (ダリエンソ後継楽団)
- タニ・スカラ楽団

### 日本の楽団
- タンゴ・クリスタル
- ザ・タンギスツ
- タンゴ倭 (自作自演を行える楽団)
- 早川真平とオルケスタ・ティピカ・東京
- オルケスタ・ティピカ・大阪
- オルケスタ・アストロリコ
- 北村維章と東京・シンフォニック・タンゴ・オーケストラ
- 西塔祐三とオルケスタ・ティピカ・パンパ
- 坂本政一とオルケスタ・ティピカ・ポルテニヤ

## 有名な作品

### アルゼンチン・タンゴ起源－黎明期
〜1910年頃
ロセンド・メンディサーバル 作曲
- エル・エントレリアーノ　El entrerriano

アンヘル・ビジョルド 作曲
- エル・チョクロ　El choclo

ドミンゴ・サンタ・クルス　Domingo Santa Cruz 作曲
- 市民連合　Unión Cívica

フェリシアーノ・ラタサ　Feliciano Latassa 作曲
- ビクトリア・ホテル Hotel Victoria

エンリケ・サボリド　作曲
- フェリシア　felicia
- ラ・モローチャ　La morocha

ホセ・ルイス・パドゥラ　José Luis Padula 作曲
- 7月9日 Nueve de julio

ビセンテ・グレコ　Vicente Greco 作曲
- 黒い瞳　Ojos negros
- ロドリゲス・ペーニャ　Rodríguez Peña

### アルゼンチン・タンゴ起源－黄金期
1910年頃〜1940年頃
アグスティン・バルディ　Agustín Bardi 作曲
- ティンタ・ベルデ Tinta verde
- ロレンソ　Lorenzo

ロベルト・フィルポ 作曲
- 夜明け　El amanecer

ヘラルド・マトス・ロドリゲス 作曲
- ラ・クンパルシータ　La Cumparsita

ペレグリーノ・パウロス　Peregrino Paulos 作曲
- インスピラシオン　Inspiración

フランシスコ・ロムート 作曲
- シ・ソイ・アシ　Si soy así
- ソンブラス・ナダ・マス　Sombras nada más

エドガルド・ドナート 作曲
- 淡き光に　A media luz
- 台風　El huracán

ヘスス・ベントゥーラ　Jesús Vntura 作曲
- 大きな人形　A la gran muñeca

エドゥアルド・アローラス作曲
- デレーチョ・ビエホ　Derecho viejo
- ラ・カチーラ　La cachila

エンリケ・デルフィノ　Enrique Delfino 作曲
- レ・ファ・シ Re fa si

サムエル・カストリオータ　Samuel Castriota 作曲
- わが悲しみの夜　Mi noche triste

フアン・デ・ディオス・フィリベルト 作曲
- カミニート　Caminito
- バンドネオンの嘆き　Quejas de bandoneón

マヌエル・ホベス　Manuel Jovés 作曲
- パトテロ・センティメンタル　Patotero sentimental

カルロス・ガルデル 作曲
- わが懐かしのブエノスアイレス　Mi Buenos Aires querido
- 想いの届く日　El día que me quieras
- シレンシオ Silencio
- ポル・ウナ・カベサ Por una cabeza

セパスティアン・ピアナ　Sebastián Piana 作曲
- ミロンガ・センチメンタル　Milonga sentimental

カトゥロ・カスティージョ　Cátulo Castillo 作曲
- たそがれのオルガニート　Organito de la tarde

フアン・デアンブロージョ　Juan Deambroggio 作曲
- 場末のバンドネオン　Bandoneon arrabalero

エンリケ・サントス・ディセポロ　Enrique Santos Discépolo 作曲
- ジーラ・ジーラ　Yira,yira

ペドロ・ラウレンス　Pedro Laurenz 作曲
- デ・プーロ・グアポ　De puro guapo

フリオ・セサル・サンデルス　Julio Cécar Sanders 作曲
- アディオス・ムチャーチョス　Adiós muchachos

フランシスコ・カナロ 作曲
- 最後の盃　La última copa
- マドレセルバ　Madreselva
- ガウチョの嘆き　Sentimiento gaucho

アレハンドロ・スカルピーノ　Alejandro Scarpino & ファン・カルダレーラ　Juan Caldarella 作曲
- パリのカナロ　Canaro en Paris

ファン・カルロス・コビアン 作曲
- ノスタルヒアス　Nostargias

### アルゼンチン・タンゴ起源－過渡期
1940年頃〜1960年頃
フランシスコ・カナロ & マリアーノ・モーレス 作曲
- さらば草原よ　Adiós pampa mía

マリアーノ・モーレス　Mariano Mores 作曲
- タンゲーラ　Tanguera
- ウノ　Uno
- 軍靴の響き　Taquito militar

オスヴァルド・プグリエーセ 作曲
- レクエルド　Recuerdo
- ラ・ジュンバ　La Yumba

アニバル・トロイロ作曲
- タンゴの街　Barrio de tango
- マリア　María
- 最後の酔い　La última curda
- スール　Sur
- レスポンソ　Responso
- チェ・バンドネオン　Che bandoneón

ファン・カナロ　Juan Canaro 作曲
- カナロ・エン・ハポン　Canaro en Japón

### アルゼンチン・タンゴ起源－復興期
1950年頃〜
オラシオ・サルガン作曲
- ドン・アグスティン・バルディ　Don Agustín Bardi
- とろ火で　A fuego lento

アストル・ピアソラ作曲
- アディオス・ノニーノ　Adiós nonino
- リベルタンゴ　Libertango
- フラカナーパ　Fracanapa

タンゴ音楽の根強い人気を示すように、複数の国際ラジオ局が本日、タンゴ音楽をノンストップで放送しています。

### コンチネンタル・タンゴ起源
作曲者の国籍より分類
ドイツ
ヨゼフ・リクスナー　Josef Rixner 作曲
- 碧空　Blauer Himmel

ハンス・オットー・ボルグマン　Hans-Otto Borgmann 作曲
- 夜のタンゴ　Tango notturno

デンマーク
ヤーコブ・ガーデ　Jacob Gade 作曲
- ジェラシー　Jalousie

フランス
ジョルジュ・ビゼー　Geroge Bizet 作曲
- 真珠採り　Perlefisher

ヘンリー・ヒンメル　Henry Himmel 作曲
- 小雨降る径　Il pleut sur la route

アメリカ合衆国
ルロイ・アンダーソン　Leroy Anderson 作曲
- ブルー・タンゴ　Blue Tango

## 補遺
- 12月11日は、タンゴの日である。
  - 2004年からアルゼンチン全国の記念日とされている。カルロス・ガルデルとフリオ・デ・カロの誕生日が同日ということで決められた。
- NATOフォネティックコードではTのことをTangoと表す。
  - 軍隊や警察などでテロリストの通称として使われる。TerroristのTから採られている。
- タンゴの楽団は親日家が多いこともあってコンチネンタル・タンゴ、アルゼンチン・タンゴ、タンゴ・アヴァンギャルド問わず幅広く来日しており、LP時代は専属楽団も抱えるほど日本はタンゴを耳にする機会の多い国家であった。
  - キユーピー・バックグラウンド・ミュージック、タンゴのリズムを持った子供の歌である黒ネコのタンゴ[10]、赤鬼と青鬼のタンゴ[10]、だんご3兄弟[10]など、日本とタンゴとのかかわりを示す証拠は多い。1987年にはタンゴ・アルヘンティーノの来日をはじめ、複数の広告へのタンゴの登場、中森明菜の「TANGO NOIR」のヒットなど、日本でタンゴブームが起こった[11]。元々タンゴのメロディやリズムは日本人に受ける要素を持っているという説もある[11]。スペイン人の日本来訪が16世紀半ば、そしてスペイン人のアルゼンチンの植民化が完全に同じ時期である。21世紀に入り、台湾や大韓民国もタンゴに興味を持っているようである。
- ヤマハ音楽教室の専門コースの教材には、「ブルー・タンゴ」が使われていたときがある。